# Glossogobius
Glossogobius is een geslacht van straalvinnige vissen uit de familie van grondels (Gobiidae). Het geslacht is voor het eerst wetenschappelijk beschreven in 1859 door de Amerikaanse ichtytoloog Theodore Nicholas Gill.

## Soorten
- Glossogobius ankaranensis Banister, 1994
- Glossogobius aureus Akihito & Meguro, 1975
- Glossogobius bellendenensis Hoese & Allen, 2009
- Glossogobius bicirrhosus (Weber, 1894)
- Glossogobius brunnoides (Nichols, 1951)
- Glossogobius bulmeri Whitley, 1959
- Glossogobius callidus (Smith, 1937)
- Glossogobius celebius (Valenciennes, 1837)
- Glossogobius circumspectus (Macleay, 1883)
- Glossogobius clitellus Hoese & Allen, 2012
- Glossogobius coatesi Hoese & Allen, 1990
- Glossogobius concavifrons (Ramsay & Ogilby, 1886)
- Glossogobius flavipinnis (Aurich, 1938)
- Glossogobius giuris (Hamilton, 1822)
- Glossogobius hoesei Allen & Boeseman, 1982
- Glossogobius illimis Hoese & Allen, 2012
- Glossogobius intermedius Aurich, 1938
- Glossogobius kokius (Valenciennes, 1837)
- Glossogobius koragensis Herre,  1935
- Glossogobius matanensis (Weber, 1913)
- Glossogobius minutus Geevarghese & John, 1983
- Glossogobius munroi Hoese & Allen, 2012
- Glossogobius muscorum Hoese & Allen, 2009
- Glossogobius obscuripinnis (Peters, 1868)
- Glossogobius olivaceus (Temminck & Schlegel, 1845)
- Glossogobius robertsi Hoese & Allen, 2009
- Glossogobius sparsipapillus Akihito & Meguro, 1976
- Glossogobius torrentis Hoese & Allen, 1990